# Commission des finances (Suisse)
Pour les articles homonymes, voir Commission des finances.
En Suisse, la commission des finances est une commission parlementaire fédérale, cantonale ou communale dévolue à la surveillance des budgets et des crédits ainsi que de l'administration sur le plan financier.

## Au niveau fédéral
Au niveau fédéral, il existe deux commissions des finances, une par chambre de l'Assemblée (Conseil national de 25 membres et Conseil des États de 13 membres). Elles sont regroupées, avec les commissions de gestion et les commissions d'enquête parlementaires, sous le nom de commissions de surveillance.